# Distinguished Service Order
Distinguished Service Order (DSO) är en brittisk krigsdekoration instiftad den 6 september 1886 av drottningen Viktoria. Den utdelas till officerare från Storbritannien och tidigare till stater inom Samväldet, för framstående insatser eller personlig tapperhet i strid. Den är en av Storbritanniens förnämsta krigsdekorationer.
Medkämparna av Storbritannien kan nämnas till hedersmedlemmar.

## Mottagare i urval
- Frederick Russell Burnham
- Cyril Brudenell White
- Bernard Freyberg
- Henry William Murray
- William Birdwood
- Arthur Cobby
- George Vasey
- Thomas Blamey
- T. E. Lawrence (Lawrence Of Arabia)
- Robert Little
- Roderic Dallas
- Clive Caldwell
- Edward Mannock
- Billy Bishop
- A. F. W. Beauchamp Proctor
- Bernard Montgomery
- Richard Williams
- Moshe Dayan
- Guy Gibson
- Max Manus
- Leif Andreas Larsen (Shetlands-Larsen)

## I populärkultur
Medaljen finns på framsidan av Carl Hamilton-boken I hennes majestäts tjänst av författaren Jan Guillou.